# Zilvermeeuw
De zilvermeeuw (Larus argentatus) is een grote meeuwensoort.

## Kenmerken

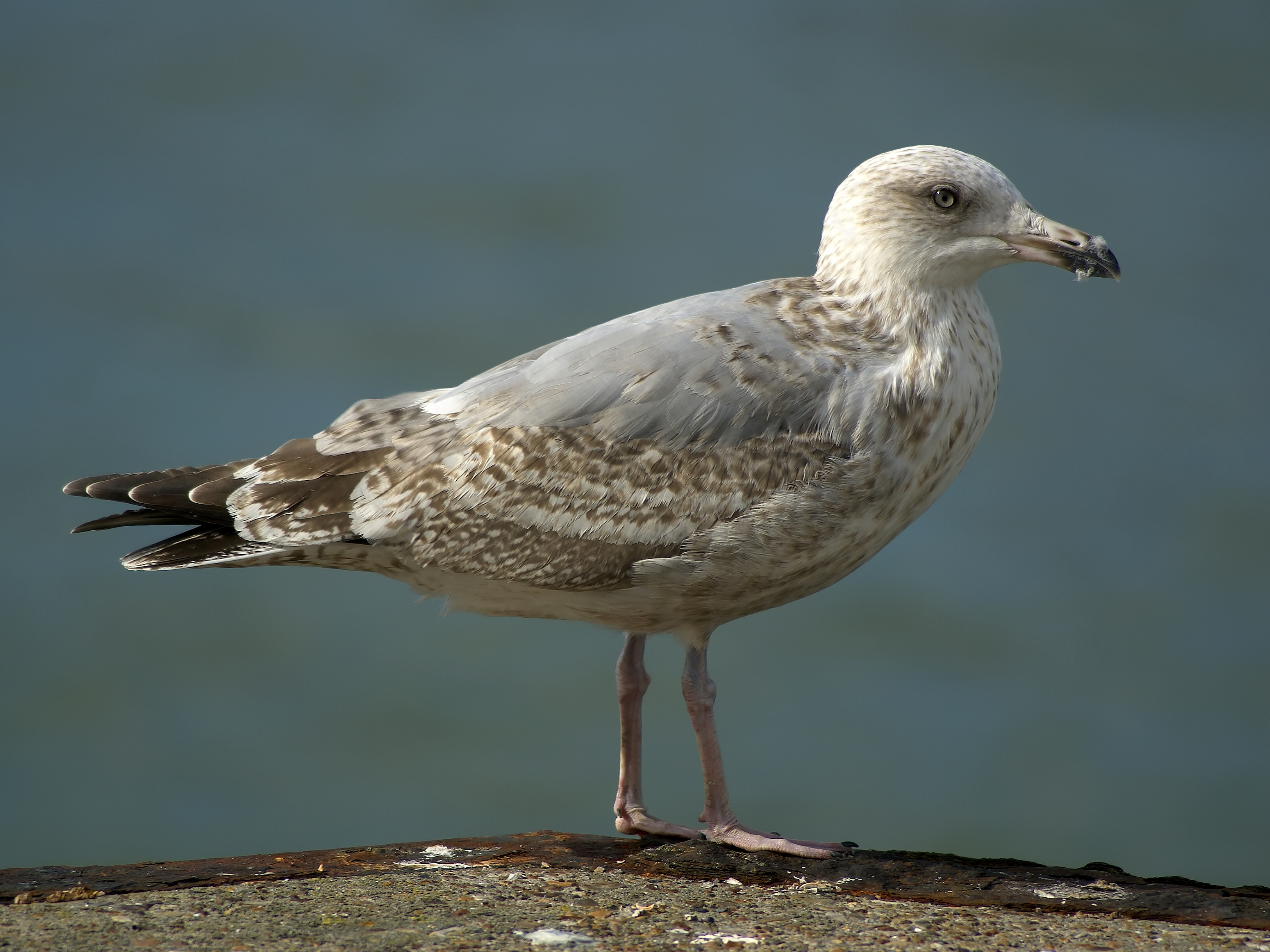
Tweede winterkleed

De zilvermeeuw onderscheidt zich van de stormmeeuw doordat hij gemiddeld bijna 20 centimeter groter is, met een totale lengte van circa 60 cm. Het mannetje is gemiddeld wat groter dan het vrouwtje. In Nederland en België (Larus argentatus argenteus) is de soort in de vlucht te onderscheiden van de stormmeeuw door de veel forsere snavel en door de witte vlek in de zwarte punt van de vleugel: bij de stormmeeuw is die groot en ovaal, bij de zilvermeeuw kleiner en onregelmatig gevormd. In het volwassen kleed heeft de zilvermeeuw een witte kop, staart en onderzijde; de rug en de bovenzijde van de vleugels zijn zilvergrijs. Het jong van de zilvermeeuw is in de eerste winter bruin met donkere vleugels en staart. Tweede winter vogels zijn bruin met meer wit bij kop en staart en lichtere tot grijze bovendelen. Derde winter vogels hebben een kleed dat vrijwel gelijk is aan het volwassen kleed maar met hier en daar een bruine vlek. Afhankelijk van de ondersoort heeft de vogel roze, roodachtige, vleeskleurige, groenige of gele poten. Karakteristiek voor de zilvermeeuw is de rode vlek op de ondersnavel. Het legsel bestaat meestal uit drie eieren.

## Voeding
Zilvermeeuwen eten van alles: in hun natuurlijke kustomgeving vooral mosselen, kokkels, krabbetjes en wormen; in de stad allerlei afval. Ze vissen zelf niet of nauwelijks, maar lusten wel degelijk vis en visafval. Zoals alle andere meeuwensoorten eten ze zo veel mogelijk, soms zo veel dat ze niet meer kunnen vliegen. Vermoedelijk is dat om een voorraad te hebben in geval het voedselgebied niet bereikbaar is: bijvoorbeeld een wadplaat die niet droogvalt.

## Voortplanting
Het legsel bestaat meestal uit drie gevlekte, olijfgroene tot olijfbruine eieren. Legsels van vier eieren zijn zeldzaam.

## Taxonomie

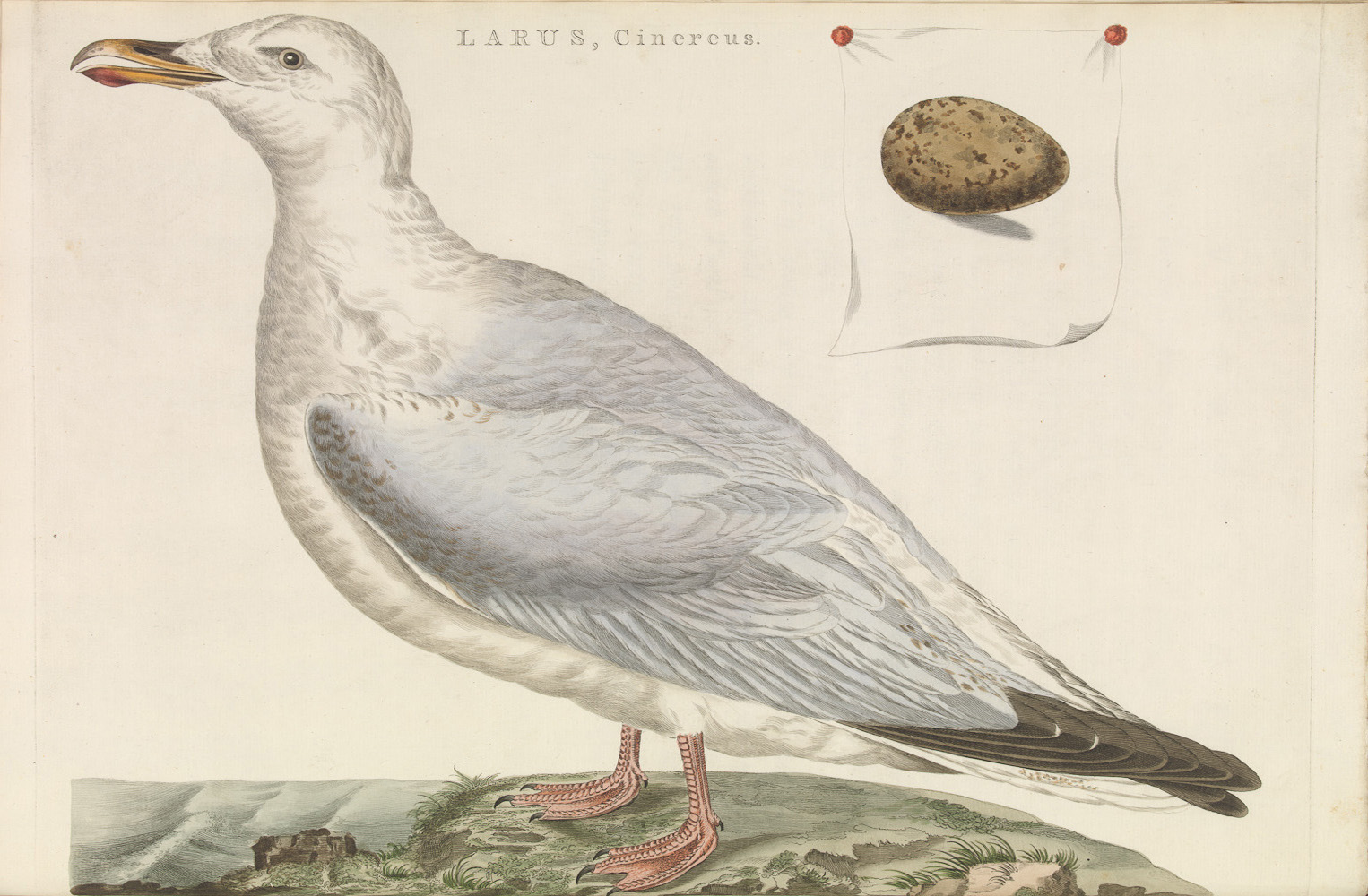
LARUS, cinereus
(1770), Nederlandsche Vogelen, KB

De taxonomie van zilvermeeuwen en aanverwante soorten is complex. Men spreekt wel van het “zilver-kleine mantel(meeuwen)complex”.
Tegenwoordig worden meestal twee ondersoorten van de zilvermeeuw onderscheiden:
- Larus argentatus argenteus: IJsland en noordwestelijk Europa.
- L. a. argentatus: van Scandinavië tot Kola (noordwestelijk Rusland).

Tot in de jaren tachtig van de twintigste eeuw werden ook L. a. michahellis (een mediterrane ondersoort), L. a. omissus (Oost-Scandinavië en het Oostzeegebied) en L. a. cachinnans (Zwarte Zee) wel als ondersoorten van de zilvermeeuw gezien. Tegenwoordig worden deze beschouwd als een afzonderlijke soort: Larus michahellis, de geelpootmeeuw, die zich onderscheidt van de zilvermeeuw door de gele in plaats van roze poten.

## Voorkomen
Aan de kust van België en Nederland, soms ook verder landinwaarts, is de zilvermeeuw een algemene verschijning. Het is plaatselijk een algemene broedvogel van het duingebied. Zilvermeeuwen en hun naaste verwanten komen voor langs de meeste kusten van Europa, Azië, door heel Canada en 's winters aan de kusten van de VS.

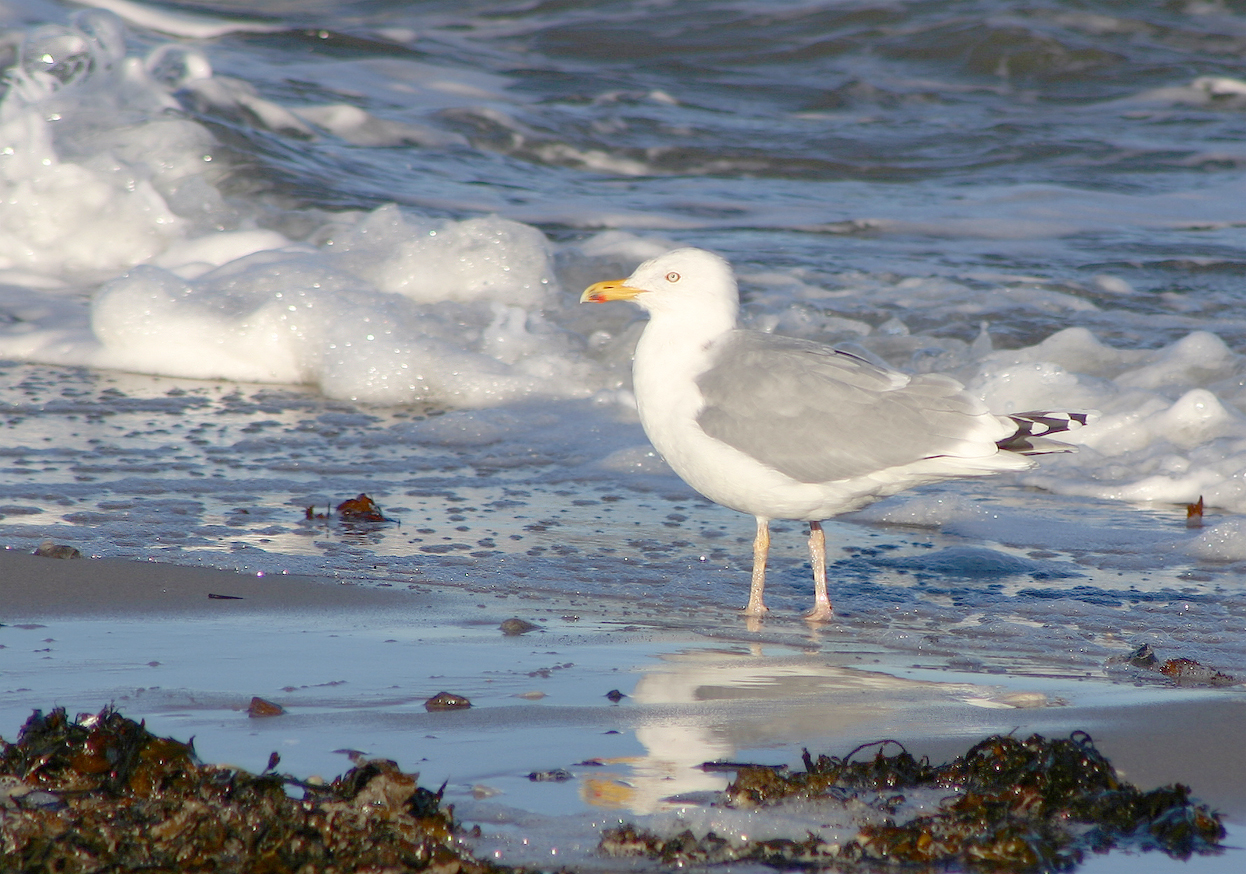
Zilvermeeuw op het strand van Fuglsang, Nordfyn

De ondersoort die in Nederland broedt, Larus argentatus argenteus, is wat lichter gekleurd dan de Fennoscandinavische ondersoort. L. a. argentatus overwintert in het zuidelijk Noordzeegebied inclusief Nederland en op de Britse eilanden. L. a. argenteus blijft merendeels binnen de landsgrenzen; maar er zijn ringvondsten bekend uit Scandinavië, West-Duitsland, België en Frankrijk.
Buiten het broedseizoen zijn veel zilvermeeuwen te vinden op plaatsen waar menselijk afval wordt achtergelaten: vuilnisstortplaatsen, fabrieksterreinen, havens en stedelijke gebieden. Als de weersomstandigheden slecht zijn – dat wil zeggen bij storm – kan meer dan driekwart van de populatie op dit soort plaatsen worden aangetroffen.
Halverwege de jaren tachtig was de verspreiding over Nederland als volgt: tussen november en april was de presentie (het voorkomen in onderzochte atlasblokken) het grootst. In de periode mei-juli het laagst. Tussen augustus en oktober nam het aantal atlasblokken waar de zilvermeeuw wordt waargenomen langzaam toe. De schrijvers van de Vogelatlas 1987 trokken hieruit de conclusie dat het verlaten van de kolonies in augustus niet onmiddellijk werd gevolgd door een sterke dispersie over het land, en dat de belangrijkste toevoer van vogels van elders pas vanaf november optrad. In zachte winters werden zilvermeeuwen in alle delen van Nederland waargenomen, zij het dat het in droge gebieden vaak alleen om overvliegende vogels ging. Concentratiegebieden in de winter waren de Waddenzee, de vissershavens van Den Helder en IJmuiden, Amsterdam en omstreken, de Maasvlakte en de Delta. De vuilstortplaats te Wijster was een binnenlandse toplocatie. In november konden hier tot 20.000 meeuwen worden geteld, ongeveer 10% van de Nederlandse winterpopulatie.
Het is lastig om echte trek te identificeren, omdat er ook veel lokale vliegbewegingen plaatsvinden. De meeste herfsttrek lijkt echter plaats te vinden vanaf augustus aan de kust, of oktober in het binnenland tot in december. De voorjaarstrek kan worden waargenomen van half februari tot in mei.

## Koloniebroeder
De zilvermeeuw broedt van begin mei tot in juli. De zilvermeeuw legt meestal 3 eieren (soms 2, zelden 4) en broedt één keer per jaar. De broedduur is 26-28 dagen. Beide vogels broeden, soms meteen na het eerste, soms na het tweede of laatste ei. Vooral het ♂ verdedigt het territorium. Het nest is een kuiltje op de grond tussen helm of andere vegetatie, bekleed met weinig of wat meer plantaardig materiaal, ook met veertjes en schelpen. De eieren zijn olijfbruin tot olijfgroen met rood- en zwartbruine vlekken en paars-grijze ondervlekken. Gemiddeld zijn ze 72x50 mm.
De zilvermeeuw broedt in kolonies. Vanaf begin februari gaan in Nederland enkelingen de broedkolonies bezoeken. Maar het merendeel verschijnt in maart en april. De eerste eieren worden pas eind april gelegd. Eind juli zijn de meeste jongen vliegvlug en in de loop van augustus worden de kolonies verlaten.
In de negentiende eeuw waren er in Nederland enkele kolonies; die kolonies telden een groot aantal broedparen; bijvoorbeeld de kolonie op Rottumeroog. De meeste kolonies groeiden niet omdat er veel eieren werden geraapt. In de twintigste eeuw groeide zowel in Nederland als in het buitenland de populatie zilvermeeuwen sterk. Daarbij hebben de goede bescherming van de broedplaatsen en de hoeveelheid beschikbaar voedsel in de vorm van eetbaar menselijk afval de belangrijkste rol gespeeld. In de jaren dertig tot en met zestig hebben felle bestrijdingscampagnes plaatsgevonden. “De vrees, dat de zilvermeeuw door het roven van eieren en jongen voor andere kustvogels een bedreiging zou vormen, is (...) ongegrond gebleken. Plaatselijk kunnen zilvermeeuwenkolonies echter wel zoveel beslag leggen op de beschikbare ruimte dat er voor andere soorten weinig plaats overblijft.” De kolonies telden soms duizenden paren.

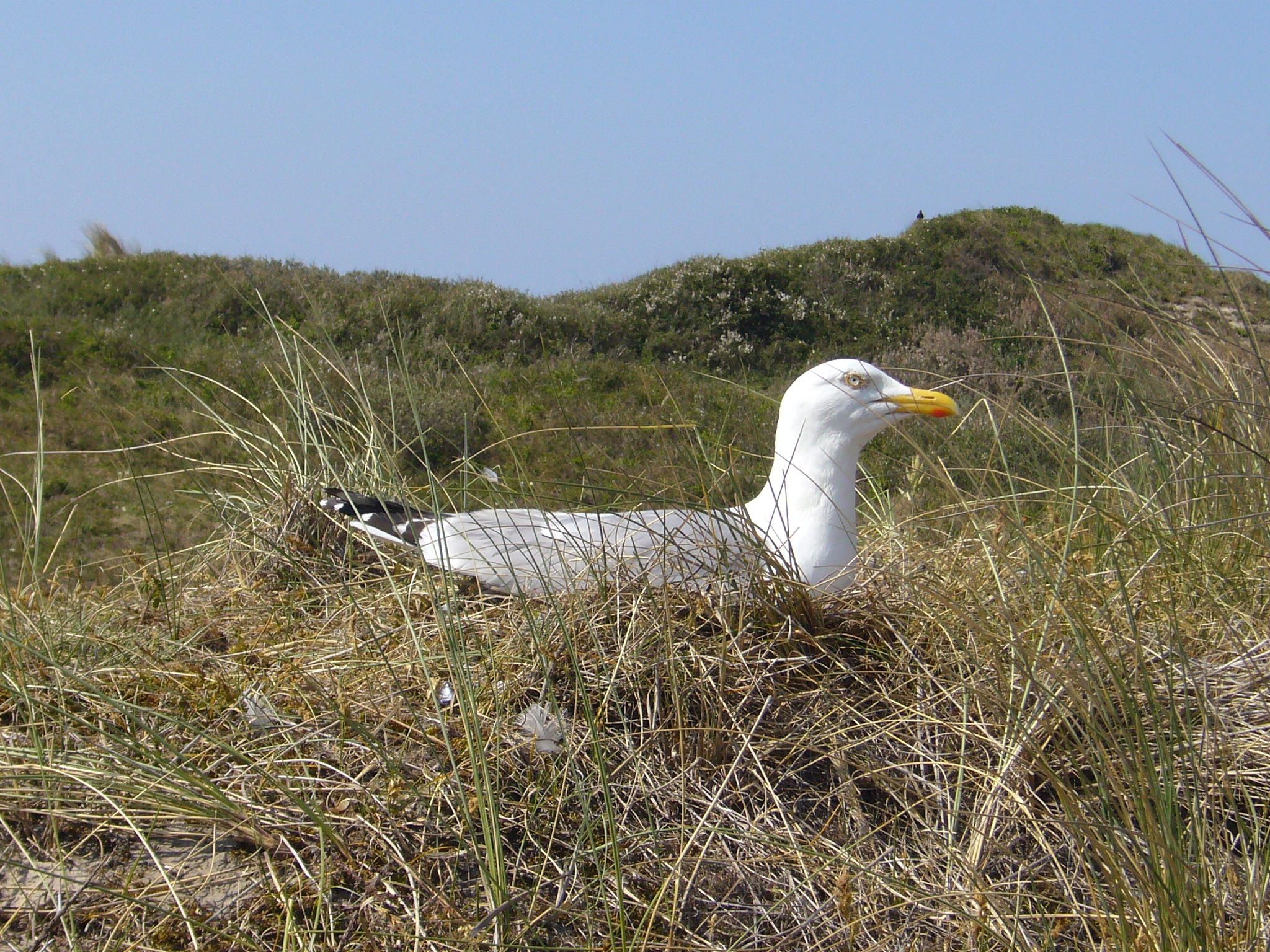
Broedende zilvermeeuw in de duinen van Texel

In de jaren zeventig van de twintigste eeuw veranderde het foerageergedrag: zilvermeeuwen gingen steeds meer landinwaarts voedsel zoeken, vooral op vuilstortplaatsen. De zilvermeeuwen werden voor hun voedselvoorziening afhankelijker van de mens. Desondanks bleef de zilvermeeuw als broedvogel gebonden aan de kust. In de jaren 1973–1977 broedde de soort nauwelijks in het binnenland. Tussen 1968 en 1977 groeide het aantal broedparen met gemiddeld 13,8% per jaar. In 1977 broedden in Nederland in totaal 53.000 paar: in het Waddengebied 37.600, in de duinen van Holland 5.100 en in het Deltagebied 9.700. In 1984-85 groeide het aantal broedparen tot bijna 90.000.
Na 1985 zette zich een daling in. Alleen in 1993 kwam het aantal broedparen in Nederland nog even boven het aantal van 1985 uit.
Daarna treedt er een geleidelijke afname van aantallen broedvogels op. In de periode 1998–2000 was het aantal broedparen in Nederland 62.000-67.000. Sindsdien is er jaarlijks een significante afname te constateren.

### Broeden in stedelijk gebied

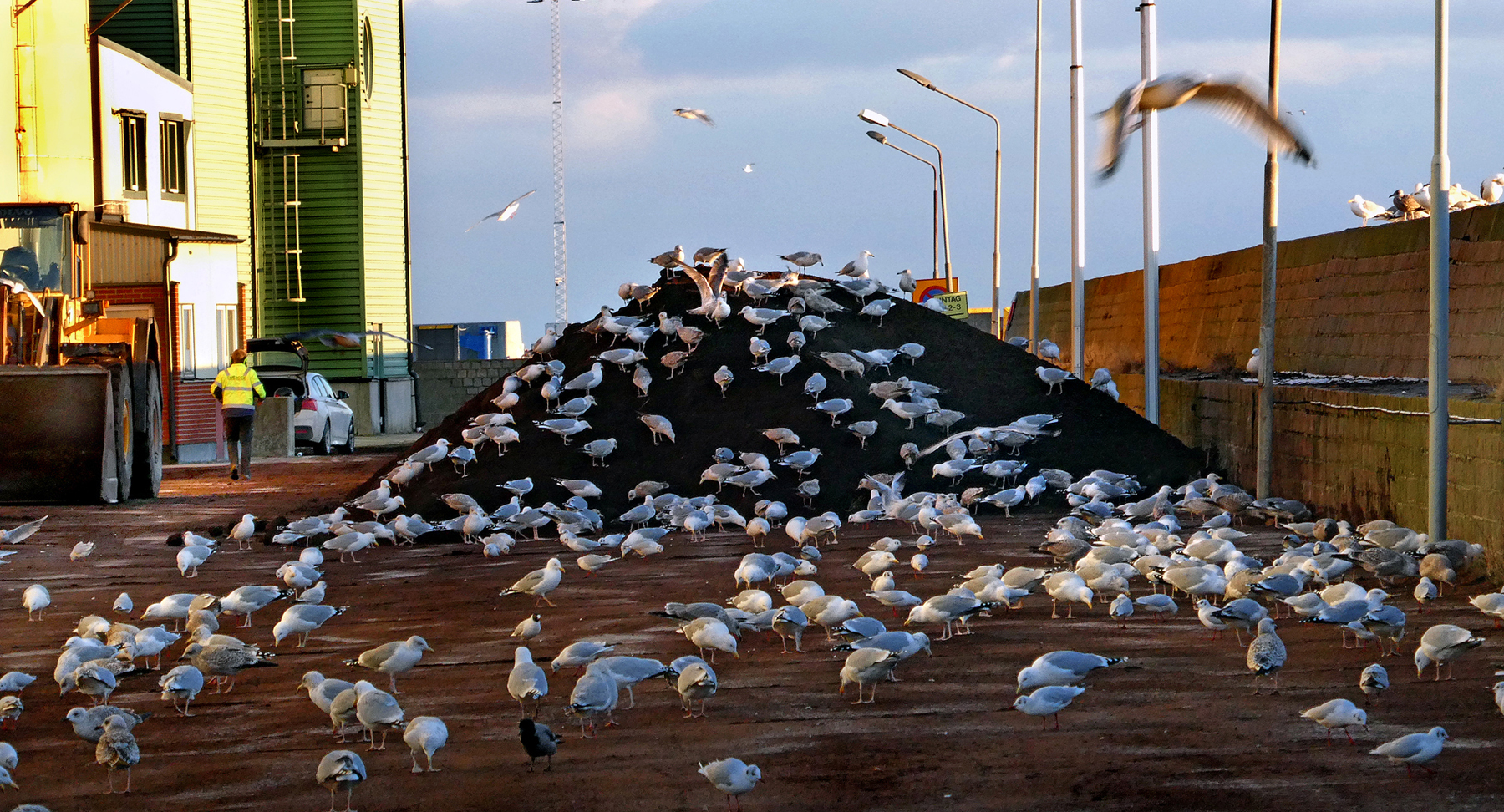
Zilvermeeuwen op een stapel verbrand graan in Ystad
(2021)

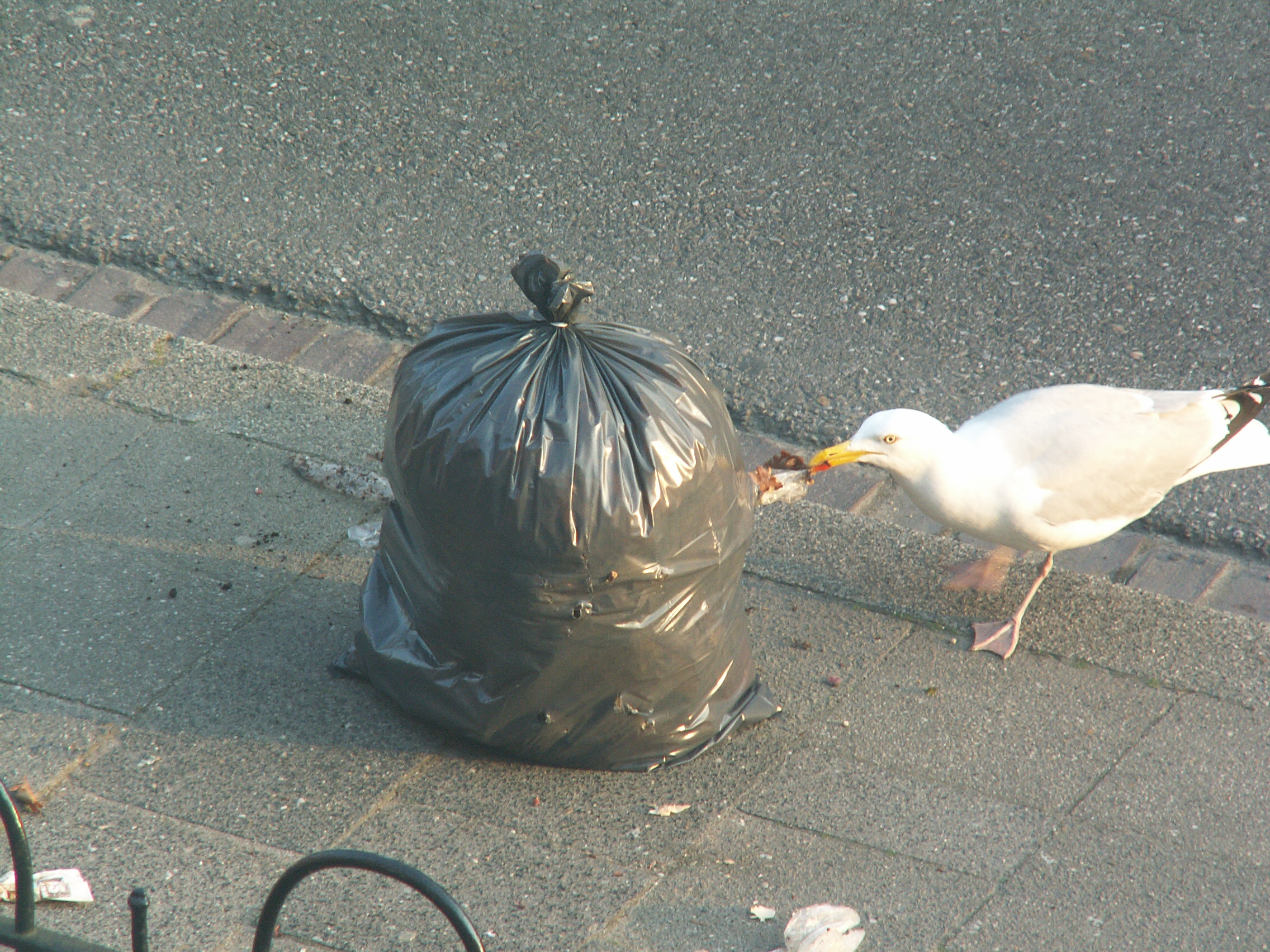
Zilvermeeuw trekt iets uit een vuilniszak

In veel steden in Nederland langs de Hollandse en Zeeuwse kust broeden meeuwen op daken. Broedgevallen van zilvermeeuwen op daken zijn uit Amsterdam al bekend uit de jaren twintig van de twintigste eeuw. In de jaren veertig zijn ook meldingen uit Den Helder en Den Haag bekend.
Tot de jaren tachtig zijn broedende meeuwen alleen gemeld uit (grotere en kleinere) kolonies in de kustgebieden. Toen in de jaren tachtig de vos de Hollandse duinen ging koloniseren, verdwenen de kolonies zilvermeeuwen (en kleine mantelmeeuwen) uit de duinstreek. Rond 1992 vertrokken de laatste broedende meeuwen uit de duinen. De grootste aantallen vogels verhuisden naar broedlocaties op de Maasvlakte, de Zeeuwse Delta en in de richting van de Waddenzee.

Daarnaast gingen zilvermeeuwen (en kleine mantelmeeuwen) op daken broeden. In 1998–2000 werd het aantal op daken in Hollandse steden broedende kleine mantelmeeuwen geschat op minstens 500 paren (vooral rond IJmuiden en Velzen) en 565 paren zilvermeeuwen (meer verspreid over verschillende stedelijke gebieden).
In Den Haag werden de aantallen op daken broedende meeuwen in 1998–2000 op 20 à 25 paren kleine mantelmeeuw en 25 à 35 paren zilvermeeuw geschat. In Leiden bedroeg het aantal van beide toen minstens het dubbele. In Den Haag namen de aantallen hierna een aantal jaren achtereen met 20% per jaar toe. In Alkmaar stegen de aantallen broedende zilvermeeuwen tussen 1994 en 2009 met gemiddeld 11% per jaar, om daarna tot 2013 weer af te nemen. Het aantal broedende kleine mantelmeeuwen steeg daar in die periode met gemiddeld 22% per jaar (en stabiliseerde daarna tot 2013).
Sinds 2007 heeft het broeden van zilvermeeuwen in stedelijk gebied, onder andere in Leiden, de regionale en landelijke pers gehaald. Burgers klaagden over geluid, uitwerpselen en kapotte vuilniszakken. In Den Haag leidde de groei van het aantal broedende meeuwen en de klachten over overlast ertoe dat de gemeente in 2010 eieren in nesten heeft laten vervangen door goed gelijkende plastic eieren. In datzelfde jaar werd met behulp van luchtfoto's onderzoek gedaan naar de verspreiding van broedende meeuwen in Den Haag. Dit betrof zowel zilvermeeuwen als kleine mantelmeeuwen. In 2010 werden met behulp van deze luchtfoto's 422 broedgevallen vastgesteld. Bijna de helft daarvan broedde in Scheveningen. De meeuwen broedden ook in Haagse Hout (ongeveer 30%) en in het centrum van Den Haag (12%). De vastgestelde broedgevallen betroffen voor ongeveer 70% zilvermeeuwen. In Haagse Hout was het percentage kleine mantelmeeuwen groter: 42%.

## Video
- Diverse kleden van de zilvermeeuw